# ویزنت
ویزنت (به آلمانی: Wiesent, Bavaria) یک شهر در آلمان است که در بایرن واقع شده‌است.

## خصوصیات
ویزنت ۲۲٫۱۸ کیلومترمربع مساحت دارد ۳۳۲ متر بالاتر از سطح دریا واقع شده‌است.